# Bernhard von Schimpff

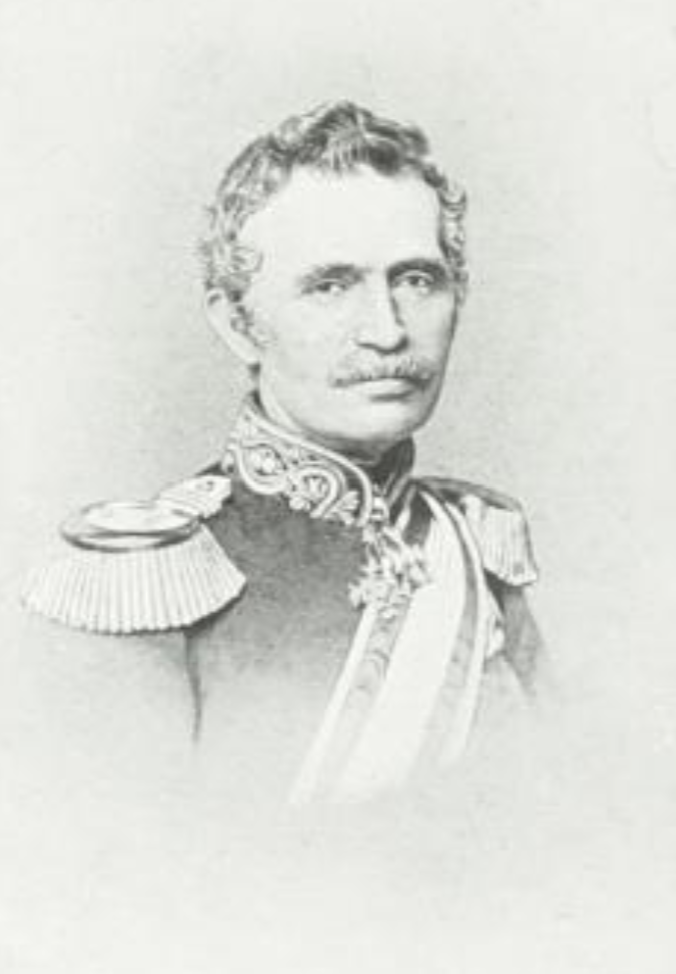
Bernhard von Schimpff

Grabstätte Bernhard von Schimpff in Dresden

Bernhard Schimpff, seit 1810 von Schimpff (* 20. Juli 1809 in Neunhofen; † 3. Oktober 1884 in Loschwitz) war ein sächsischer General der Infanterie.

## Leben

### Herkunft
Bernhard von Schimpff entstammte einer ursprünglich bürgerliche Familie aus Thüringen. Er war ein Sohn des schwarzburg-rudolstädtischen Hofrates Otto Schimpff (1782–1859) und dessen Ehefrau Luise, geborene von Kospoth (1781–1849). Sein Vater war zusammen mit dessen Bruder Franz Ludwig (1785–1837) am 20. Oktober 1810 in den erblichen schwarzburgischen Adelsstand erhoben wurde. Sein älterer Bruder Bruno (1807–1871) wurde Geheimer Rat und Abteilungsdirektor im sächsischen Finanzministerium.

### Militärkarriere
Schimpff wurde am 23. Oktober 1821 an der Fürstlichen Landesschule in Grimma aufgenommen. Er wechselte am 12. April 1826 in das Kadettenhaus der Sächsischen Armee und wurde 1827 zum Fähnrich bei der leichten Infanterie ernannt. Am 6. August 1827 avancierte er zum Leutnant beim 2. Schützen-Bataillon und durchlief eine militärische Laufbahn, wonach er am 5. März 1836 zum Oberleutnant im 3. Linien-Infanterie-Regiment „Prinz Georg“ befördert wurde. Am 1. Mai 1836 wurde er Adjutant im 2. Schützen-Bataillon und am 1. April 1841 Brigadeadjutant der leichten Infanterie. Am 12. Dezember 1847 stieg er zum Hauptmann im 2. Schützen-Bataillon auf und wurde am 14. Dezember 1848 erster Adjutant beim Divisions-Kommando-Stab. Er beteiligte sich 1849 an der Niederschlagung des Dresdner Maiaufstand. Anfang 1850 wurde Schimpff zum Kriegsministerium in Dresden kommandiert, avancierte im selben Jahr zum Major in der Taktischen Abteilung des Generalstabes und trat alsbald als Abteilungschef in das Kriegsministerium über, wo er bis 1859 den Kommando-Angelegenheiten vorstand. In dieser Eigenschaft stieg er 1853 zum Oberstleutnant und 1856 zum Oberst auf. 1859 wurde er mit der Führung der Jäger-Brigade beauftragt und in dieser Position am 29. Oktober 1861 zum Generalmajor befördert.
Bei der Bundesexekution gegen die Herzogtümer Holstein und Lauenburg von 1863 war Schimpff Kommandeur sämtlicher entsendeten sächsischen Truppen und bewährte sich erfolgreich. Nach Rückkehr der Exekutionstruppen wurde er erneut Kommandeur der Jäger-Brigade. 1865 wurde er Kommandeur der 1. Division und in dieser Eigenschaft am 12. April 1866 zum Generalleutnant befördert. Er nahm mit seiner Division während des Krieges gegen Preußen an den Schlachten bei Gitschin und Königgrätz teil. Für sein Wirken erhielt er das Ritterkreuz des Militär-St.-Heinrichs-Ordens und das Komtur I. Klasse des Verdienstordens mit Kriegsdekoration sowie von den Verbündeten Österreichern den Orden der Eisernen Krone I. Klasse mit Kriegsdekoration.
Nach der Niederlage des Königreich Sachsen und Reorganisation der Armee diente Schimpff ab dem 1. April 1867 als Kommandeur der 2. Division Nr. 24 und erhielt in dieser Stellung die Erlaubnis zur Annahme des Roten Adlerordens I. Klasse. Unter Verleihung des Charakters als General der Infanterie wurde er am 12. Mai 1869 zur Disposition gestellt.

### Familie
Schimpff hatte sich am 28. April 1842 in Dresden mit Lony Gräfin von Kospoth (1811–1899) verheiratet. Aus der Ehe gingen die Söhne Georg (1843–1913) und Erich (1844–1848) hervor.